# Zar (carro armato)
Lo Zar (noto anche con le traslitterazioni Tzar o Tsar, chiamato anche Netopyri, dal russo Нетопырь, che indica un genere di pipistrelli,  o carro Lebedenko, dal cognome del principale progettista) era un progetto di veicolo militare corazzato sviluppato nell'Impero russo tra il 1914 e il 1915. L'inusuale carro armato era basato non su cingoli, come la maggior parte dei veicoli corazzati pesanti, ma su una configurazione a ruote a triciclo, in cui la coppia anteriore aveva un diametro di 9 metri. Il carro non entrò mai in servizio e il progetto venne presto abbandonato dopo il primo test, in quanto i costi erano molto elevati (superavano i 200 000 rubli all'epoca) e il veicolo aveva problemi di manovrabilità e risultava inoltre sottopotenziato e vulnerabile al fuoco dell'artiglieria. Per le sue dimensioni notevoli, è stato il più grande veicolo corazzato terrestre mai costruito (ma non il più pesante, titolo che spetta al carro superpesante tedesco Panzer VIII Maus).

## Storia
Il progetto era stato proposto nel 1914 dal capitano Nikolai Lebedenko, ingegnere militare, che aveva convinto lo zar Nicola II con una dimostrazione nella quale aveva impiegato un modellino in scala azionato dal motore a molla di un grammofono, capace di superare ostacoli in proporzione notevoli come una pila di grossi libri. Il sovrano rimase positivamente impressionato e dispose la messa in pratica del progetto; il veicolo sarebbe servito per scavalcare le trincee tedesche e dare una svolta alle operazioni russe sul fronte orientale. Lebedenko ottenne un cospicuo finanziamento di 210.000 rubli dal tesoro di stato imperiale e coinvolse nel progetto alcuni tra i più notevoli scienziati russi dell'epoca, tra i quali Nikolaj Egorovič Žukovskij (celebre per i suoi contributi all'aerodinamica e idrodinamica e definito come il "padre dell'aviazione russa"), Boris Sergeevič Stečkin (notevole contributore allo sviluppo della teoria dei motori termici e impegnato nei più importanti progetti aeronautici, tra i quali lo Sikorsky Ilya Muromets) e Aleksandr Aleksandrovič Mikulin (grande ingegnere aeronautico e importante contributore allo sviluppo dei motori a pistoni).
La realizzazione progredì in segreto: le componenti erano costruite in una fabbrica situata a Mosca, nel distretto Chamovniki, e poi trasportate e assemblate in una radura nei pressi di Dmitrov. Per via delle dimensioni fu infatti previsto che il veicolo venisse assemblato solo in prossimità del fronte, analogamente ad altri progetti di grandi dimensioni come il K-Wagen tedesco. La costruzione del primo prototipo terminò nell'agosto 1915 e fu collaudato in presenza di una commissione tecnica. Nonostante fosse stato previsto che le grandi ruote avrebbero fornito notevole precisione nelle manovre, il veicolo si dimostrò invece particolarmente difficile da condurre; dopo un'iniziale marcia, durante la quale il carro demolì un locale nei pressi della ferrovia e abbatté un grosso albero, lo Zar fu immobilizzato da un pantano, dove era sprofondato il ruotino posteriore. In seguito all'esito delle prove, Stečkin e Mikulin si misero al lavoro per realizzare una motorizzazione più potente che prevenisse simili situazioni, ma i risultati deludenti a fronte dei notevoli costi convinsero il dipartimento tecnico a fermare il progetto. Il prototipo venne abbandonato sul posto della prova fino al 1923, quando venne smantellato.

## Caratteristiche

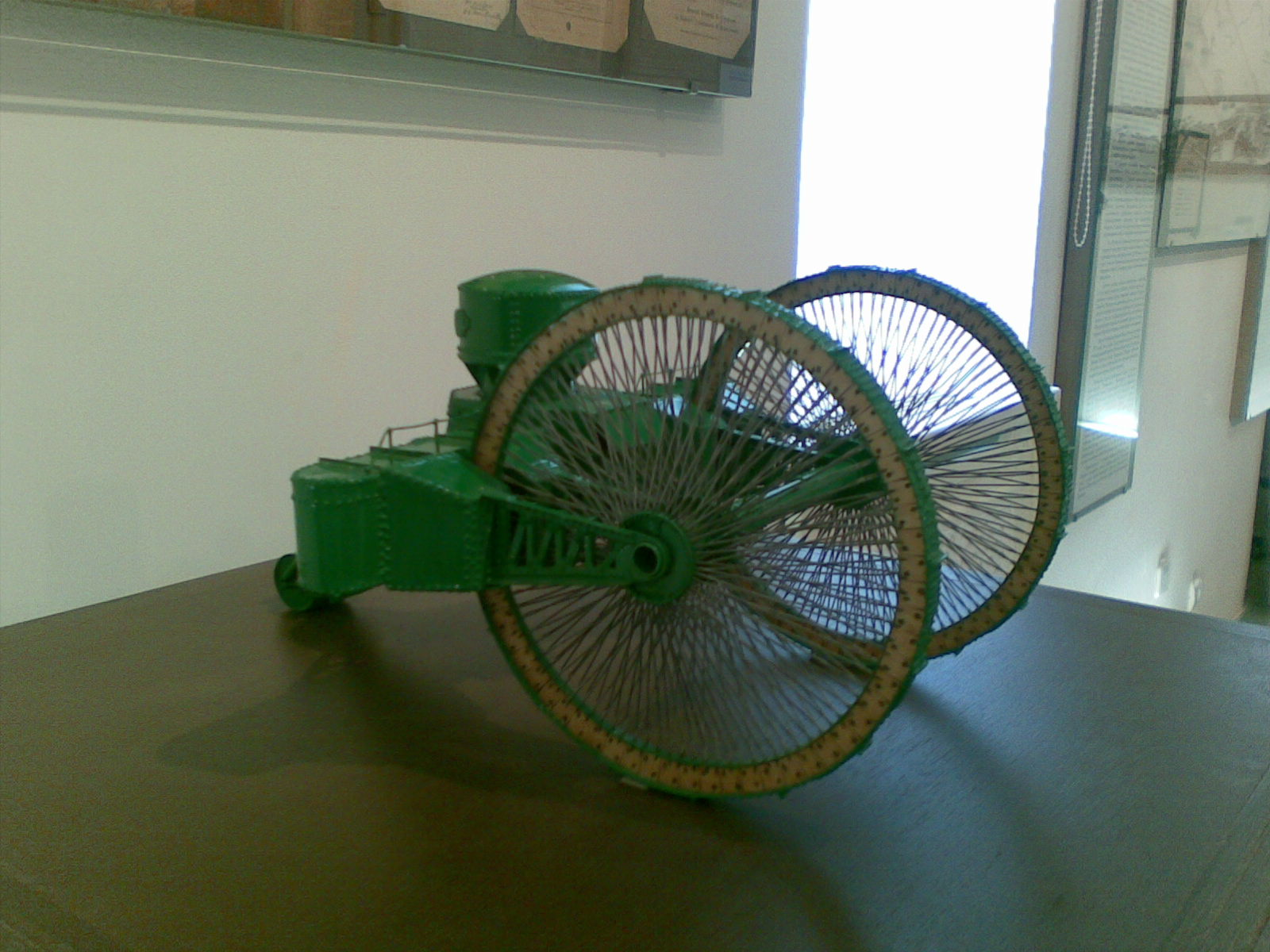
Modello del carro Zar, conservato presso il Museo Dmitrovskiy Kreml', a Dmitrov.

La struttura del veicolo assomigliava a un gigantesco affusto da cannone ed era costituita da una griglia di travi d'acciaio che sostenevano la cabina e la torretta. Le ruote anteriori a 120 raggi (progettate da Žukovskij) avevano un diametro di circa nove metri, mentre la posteriore era un rullo composto da tre ruote con un diametro di 1,50 metri. Le dimensioni delle ruote erano pensate per superare ostacoli notevoli, come trincee e fossati, ed erano propulse ciascuna indipendentemente da un motore aeronautico Sunbeam "Maori II" da 240 hp. La trasmissione era molto semplice: ogni motore muoveva una ruota da automobile, che era mantenuta a contatto con il rivestimento esterno in legno delle ruote tramite una grossa molla di sospensione usata nelle carrozze ferroviarie, trasmettendo così il moto alla ruota del veicolo. In caso di necessità la ruota di trasmissione poteva essere disinnestata.
Sorsero tuttavia dei problemi legati alla cattiva distribuzione del peso, diventato eccessivo a causa dell'uso di una corazzatura più pesante del previsto: mentre infatti nei cingolati la mole del mezzo viene distribuita su una superficie ampia, nello Zar era concentrato sull'area ridotta del punto di contatto del battistrada delle ruote al suolo, causando lo sprofondamento su terreni cedevoli; in particolare il ruotino posteriore tendeva ad affondare senza che le ruote anteriori fossero in grado di liberarlo. Tale deficienza contribuì in maniera determinante al fallimento del progetto.
L'armamento prevedeva una torretta con cannone da 150 mm, collocata a un'altezza di circa otto metri, e lo scafo ospitava anche due mitragliatrici alloggiate in due gondole laterali. Era stata inoltre programmata l'aggiunta di ulteriori armamenti nella parte inferiore dello scafo.